# Asilus cristatus
Asilus cristatus är en tvåvingeart som först beskrevs av Carl Peter Thunberg 1789.  Asilus cristatus ingår i släktet Asilus och familjen rovflugor. Inga underarter finns listade i Catalogue of Life.